# قرار مجلس الأمن التابع للأمم المتحدة رقم 1809
قرار مجلس الأمن التابع للأمم المتحدة رقم 1809، المتخذ بالإجماع في 16 أبريل 2008.

## القرار
توجت مناقشة رفيعة المستوى في مجلس الأمن شاركت فيها مجموعة واسعة من القادة الأفارقة وركزت على هيكل السلام والأمن القاري الجديد في أفريقيا بإقرار المجلس بالحاجة إلى تعزيز إمكانية التنبؤ والاستدامة والمرونة في تمويل عمليات حفظ السلام للمنظمات الإقليمية في إطار ولاية الأمم المتحدة وتأييدها لاقتراح الأمين العام بتشكيل فريق مشترك بين الاتحاد الأفريقي والأمم المتحدة في غضون ثلاثة أشهر للنظر في طرق تقديم هذا الدعم.
شدد المجلس على فائدة الشراكات الفعالة بين الأمم المتحدة والمنظمات الإقليمية، ولا سيما الاتحاد الأفريقي، من أجل التمكين من الاستجابة المبكرة للأزمات الناشئة في أفريقيا، وأعرب عن تصميمه على تعزيز تلك العلاقة.
وشجع المجلس أيضا الجهود الجارية التي يبذلها الاتحاد الأفريقي والمنظمات دون الإقليمية لتعزيز قدرتها على حفظ السلام والاضطلاع بعمليات حفظ السلام في القارة والتنسيق مع الأمم المتحدة، وكذلك الجهود الجارية لتطوير نظام قاري للإنذار المبكر، مثل القوة الاحتياطية الأفريقية وقدرة الوساطة المعززة.
واعترافا بأن المنظمات الإقليمية في وضع جيد يتيح لها فهم الأسباب الجذرية للنزاعات المسلحة، شجع المجلس أيضا استمرار هذه المنظمات في المشاركة في التسوية السلمية للنزاعات، بما في ذلك من خلال منع نشوب النزاعات وبناء الثقة والوساطة.
وقبل اعتماد القرار، قال الأمين العام بان كي مون للاجتماع إنه في إطار تعزيز الشراكة بين الاتحاد الأفريقي والأمم المتحدة، لن يدخر جهدا في جعلها متكاملة وفعالة وشاملة. وقال «أنا مصمم على تعزيز التعاون مع جميع المنظمات الإقليمية، من أجل إنشاء آليات فعالة في المستقبل لمنع النزاعات وحلها، بالإضافة إلى نظام يمكن التنبؤ به ومترابط وموثوق لحفظ السلام العالمي بموجب الميثاق».

## روابط خارجية
- نص القرار في undocs.org